# Pappogeomys alcorni
Pappogeomys alcorni là một loài động vật có vú trong họ Chuột nang, bộ Gặm nhấm. Loài này được Russell mô tả năm 1957.